# Малогорбашівська сільська рада (Ярунський район)
Малогорбашівська сільська рада — колишня адміністративно-територіальна одиниця та орган місцевого самоврядування у Ярунському районі Волинської округи, Київської й Житомирської областей Української РСР з адміністративним центром у селі Мала Горбаша.

## Населені пункти
Сільській раді на час ліквідації були підпорядковані населені пункти:
- с. Мала Горбаша

## Історія та адміністративний устрій
Створена 28 вересня 1925 року в с. Мала Горбаша Курманської сільської ради Ярунського району Волинської округи.
Станом на 1 вересня 1946 року сільська рада входила до складу Ярунського району Житомирської області, на обліку в раді перебувало с. Мала Горбаша.
Ліквідована 11 серпня 1954 року, відповідно до указу Президії Верховної ради Української РСР «Про укрупнення сільських рад по Житомирській області», територію та населені пункти ради приєднано до складу Великогорбашівської сільської ради Ярунського району Житомирської області.